# ドレライト
ドレライト（英: dolerite、粗粒玄武岩）は、玄武岩の石基部分の結晶が大きくなった火成岩。斑れい岩ほど結晶は大きくない。
粗粒玄武岩ないしそれが変質して緑色を帯びた変質岩は輝緑岩（きりょくがん、英: diabase、ダイアベイス）と呼ぶことがある。